# Darica
Darica (darika, lat. Hierochloe), biljni rod iz porodice trava iz umjerene i tople Euroazije (uključujući europski dio Rusije, sjeverni Kavkaz, Sibir, osim sjevernog područja, planinska Srednja Azija), sjeverna Afrika. Često je uključen u Anthoxanthum s. lat.
U Hrvataskoj je jedini predstavnik južnjačka darika, Hierochloe australis.

## Vrste
1. Hierochloe alpina (Willd.) Roem. & Schult.
2. Hierochloe australis (Schrad.) Roem. & Schult.
3. Hierochloe brunonis Hook.f.
4. Hierochloe cuprea Zotov
5. Hierochloe davidsei R.W.Pohl
6. Hierochloe dregeana Nees ex Trin.
7. Hierochloe ecklonii (Nees ex Trin.) Nees
8. Hierochloe equiseta Zotov
9. Hierochloe flexuosa Hook.f.
10. Hierochloe fraseri Hook.f.
11. Hierochloe fusca Zotov
12. Hierochloe glabra Trin.
13. Hierochloe hookeri (Griseb.) Maxim.
14. Hierochloe horsfieldii (Kunth ex Benn.) Maxim.
15. Hierochloe japonica Maxim.
16. Hierochloe juncifolia (Hack.) Parodi
17. Hierochloe khasiana C.B.Clarke ex Hook.f.
18. Hierochloe laxa R.Br.
19. Hierochloe longifolia Reeder
20. Hierochloe mexicana (Rupr. ex E.Fourn.) Benth.
21. Hierochloe monticola (Bigelow) Á.Löve & D.Löve
22. Hierochloe moorei De Paula
23. Hierochloe novae-zelandiae Gand.
24. Hierochloe occidentalis Buckley
25. Hierochloe odorata (L.) P.Beauv.
26. Hierochloe pallida Hand.-Mazz.
27. Hierochloe pluriflora Koidz.
28. Hierochloe potaninii Tzvelev
29. Hierochloe pusilla Dusén ex Hack.
30. Hierochloe quebrada Connor & Renvoize
31. Hierochloe rariflora Hook.f.
32. Hierochloe recurvata (Hack.) Zotov
33. Hierochloe redolens (Vahl) R.Br.
34. Hierochloe repens (Host) P.Beauv.
35. Hierochloe sikkimense Maxim.
36. Hierochloe submutica F.Muell.
37. Hierochloe tibetica Bor
38. Hierochloe tongo (Trin.) Nees
39. Hierochloe wendelboi G.Weim.
40. Hierochloe ×zinserlingii Tzvelev